# Ede Zathureczky
Ede Zathureczky   (Spišská Nová Ves, 24 d'agost de 1903 - Bloomington, 31 de maig de 1959) va ser un violinista hongarès guanyador del premi Kossuth en dues ocasions i director de l'Acadèmia de Música.

## Biografia i els seus estudis
El seu talent musical probablement fou heretat de la seva mare, una cantant i pianista d'òpera, Mary Filbinger. Va començar els seus estudis musicals el 1910, la seva primera actuació ja va ser el 1911 als 8 anys, després que la seva família es traslladés a Kassa el 1914 i Kun Tivadar es fes càrrec de la seva formació musical. Zathureczky va arribar a Budapest el 1918, es va inscriure al departament de violí de l'Acadèmia de Música als catorze anys, on, tot i la seva curta edat, va inscriure Jenő Hubay directament al seu propi departament acadèmic, i també va estudiar composició amb Albert Siklós. A partir del 1919 va continuar els seus estudis com a alumne de la "master school", convertint-se aviat en un dels alumnes més estimats de Hubay. En part, això es pot atribuir al fet que durant les properes dècades va ser vist cada vegada més com un digne guardià de l'escola de violí Hubay.
Es va graduar a l'Acadèmia de Música de Budapest el maig de 1922 amb una llicenciatura en arts escèniques.

## La seva trajectòria artística i docent
Les seves actuacions van començar a Kassa el 1921, i després la seva carrera artística ascendent va començar amb el seu concert a Budapest el gener de 1923, dirigit per Hubay, en què els impressionistes que van aparèixer també van notar el seu talent. Entre 1923 i 1928, va fer una sortida de quatre gires amb gran èxit a Itàlia, oferint un total de més de cent concerts, mentre actuava en altres ciutats europees, incloses Kassa, Praga i Viena. Va actuar amb èxit a Berlín el 1924 i a Amèrica a principis del 1925 (Nova York, Chicago, Boston); Va actuar a Nova York amb Bruno Walter.
L'any 1929 va donar un gir significatiu a la seva carrera i, a partir del 1929, es va convertir en ajudant del professor del "College of Music", Jenő Hubay.
Des de mitjans dels anys 30, va establir una estreta cooperació amb Béla Bartók, actuant en diversos concerts nacionals i estrangers a Budapest, Timisoara i Kassa, Nyíregyháza. Des de finals de març de 1939 van participar en una gira per Itàlia. Es va produir un canvi sorprenent en el repertori d'intèrprets de Zathureczky, en lloc de personatges virtuosos, va sortir a la llum la literatura sonata clàssica-romàntica (centrada en les obres de Beethoven) i el seu repertori es va ampliar amb les composicions de Bartók.
Després de la mort de Hubay, el 1937, es va suspendre el seu màster en violí i el cap del programa de màster, que es va tornar a llançar a la tardor de 1943, es va convertir finalment en Zathureczky, i va ser succeït per Ernő Dohnányi com a director als Estats Units.
En els pocs anys posteriors a la Segona Guerra Mundial, entre 1946 i 1949, va entrar en contacte personal amb compositors contemporanis que actuaven a gairebé tots els principals centres musicals d'Europa, cosa que va resultar en l'enriquiment del seu repertori amb obres contemporànies. El 1948/49 va realitzar una missió gairebé cultural amb les representacions en sèrie del seu amic Bartók: Concurs de violí. Després de 1949, a causa del confinament en què l'elit musical hongaresa es va veure obligada a viure, només va poder viatjar als països de l'Europa de l'Est.
El novembre de 1956 va viatjar a Viena amb una gravació de ràdio, des d'on va viatjar als Estats Units per persuadir els seus amics. A partir del curs 1957/58, es va comprometre a dirigir el departament de violí de la Universitat d'Indiana a Bloomington, Indiana, EUA, però va planejar tornar a casa l'any següent. Fa un altre concert als Estats Units, amb Béla Böszörményi-Nagy, que en aquell moment també era professor a la Universitat d'Indiana, donant un concert a l'ajuntament de Nova York el 8 d'abril de 1958. Un any abans de la seva mort, el 1958, també va conèixer Ernő Dohnányi a la casa de la Florida del compositor de la tercera edat.
Va morir inesperadament a Bloomington el 31 de maig de 1959 i, com Bartók, ja no va poder tornar a la seva terra natal.

## Els seus famosos deixebles
Les seves habilitats pedagògiques es van demostrar amb resultats brillants, molts dels seus estudiants van guanyar concursos internacionals, Róbert Virovai va obtenir el primer lloc al Concurs Internacional de Violí de Viena el 1937, "Albert Ferenc", l'italià Sirio Piovesan va guanyar el Concurs Internacional de Música de Ginebra el 1946, Lengyel i Dénes Kovács, guanyadores del Concurs de violí Flesch de 1955 a Londres. Altres estudiants amb èxit són Péter Komlós, líder del quartet de corda Bartók, Albert Kocsis, Ferenc Halász, professor de l'Acadèmia de Música, Sándor Devich, un dels membres fundadors del quartet de corda Bartók, György Pauk. Va esdevenir el successor de Dénes Kovács, tant al departament de violí de l'Acadèmia de Música com a la càtedra del director.
György Pauk, guanyador de diversos concursos internacionals de música i cap del departament de violí de la Royal Academy of Music de Londres, va nomenar el departament de violí de la Royal Academy of Music en honor del seu professor, Edé Zathureczky.

## Premis, reconeixements
- Corona Corvin de 1942
- Premi Kossuth de 1951
- 1952 Artista destacat
- Premi Kossuth de 1955